# Кангас
Кангас (шп. Cangas de Morrazo) град је у Шпанији у аутономној заједници Галисија у покрајини Понтеведра. Према процени из 2017. у граду је живело 26 584 становника.

## Становништво
Према процени, у граду је 2017. живело 26 584 становника.
| 2017.  |
| ------ |
| 26.584 |

## Партнерски градови
- Lajes do Pico